# Pruna
Pruna este un municipiu în provincia Sevilia, Andaluzia, Spania cu o populație de 3.145 locuitori.
1. ↑  Nomenclátor Geográfico de Municipios y Entidades de Población (20240402 edition)
2. ↑   https://pruna.es/es/ayuntamiento/corporacion-municipal/ Lipsește sau este vid: |title= (ajutor)